# Sabicea becquetii
Sabicea becquetii är en måreväxtart som först beskrevs av Nicolas Hallé, och fick sitt nu gällande namn av Razafim., B.Bremer, Liede och Saleh A.Khan. Sabicea becquetii ingår i släktet Sabicea och familjen måreväxter.
Artens utbredningsområde är Burundi. Inga underarter finns listade i Catalogue of Life.